# Stigmatophora micans
Stigmatophora micans là một loài bướm đêm thuộc phân họ Arctiinae, họ Erebidae.